# Барбузи
Барбузи (итал. Barbusi) је насеље у Италији у провинцији Карбонија-Иглезијас, у региону Сардинија.
Према процени из 2011. у насељу је живело 546 становника. Насеље се налази на надморској висини од 117 m.

## Видите још
- Италијански језик
- Италијани